# Alcides Lanza
Alcides Lanza (Rosario, Argentina, 2 de junio de 1929 – Montreal, Canadá, 17 de julio de 2024) fue un compositor, director de orquesta, pianista y pedagogo canadiense de origen argentino, reconocido por su contribución pionera a la música contemporánea y electrónica. Su obra se caracteriza por la experimentación con nuevos sonidos, la incorporación de tecnología y una marcada actitud vanguardista.

## Biografía
Nacido en Rosario, provincia de Santa Fe, Argentina, Lanza inició su formación musical a una edad temprana, mostrando interés por el piano y la composición. Estudió en el Conservatorio Nacional de Buenos Aires, donde fue alumno de figuras destacadas como Alberto Ginastera. Durante las décadas de 1950 y 1960, formó parte activa del movimiento de renovación musical en Argentina, vinculado a la música de vanguardia y la música concreta.
En 1965 se trasladó a Estados Unidos para profundizar sus estudios en música electrónica y composición con Edgard Varèse, Aaron Copland y otros referentes del campo. Más tarde se estableció en Canadá, donde adquirió la ciudadanía y desarrolló la parte más relevante de su carrera.

### Carrera profesional
En Montreal, Lanza se convirtió en una figura clave de la escena musical contemporánea. Fue profesor en la Universidad McGill, donde dirigió el Centro de Música Electrónica e influyó en varias generaciones de compositores. También fue director del ensamble Musica Nova, especializado en música experimental.
Su música abarca obras para instrumentos acústicos, electrónicos y mixtos, a menudo con el uso de cintas magnéticas, sintetizadores y técnicas de interpretación expandida. Entre sus obras más reconocidas se encuentran Plectros (1963), Eidesis II, y Voo, piezas que ejemplifican su enfoque innovador.

### Reconocimientos
Lanza recibió numerosos premios y distinciones tanto en Canadá como en el extranjero, incluyendo reconocimientos del Consejo de las Artes de Canadá y de instituciones de América Latina. Su trabajo fue grabado por varios sellos discográficos y es considerado una figura fundamental en la historia de la música contemporánea de las Américas.

### Legado
Alcides Lanza es reconocido como un puente cultural entre América Latina y Canadá, y como un innovador en el uso de la tecnología en la música. Su archivo y obra han sido conservados por instituciones como la Universidad McGill y la Biblioteca Nacional de Canadá.